# Vahid Rastegar
Vahid Rastegar, även känd som bara Rastegar, född 30 september 1982, död 6 juli 2016, var en svensk hiphop-artist och programledare i radio. 
Vahid Rastegar växte upp i stadsdelen Gottsunda i Uppsala. Han blev uppmärksammad 2003 då han spelade in en musikvideo till låten "Samhället" som bland annat spelades på ZTV. I samband med inspelningen av uppföljaren "Ingen hör oss" fick han arbete som programledare för Rastegar i P4 i Sveriges Radio Uppland. Vahid Rastegar vann även Stora Radiopriset 2007 för årets musik/underhållning med programmet Rastegar i P4. 2007 släpptes singeln "Om vi inte" (feat. Patrizia) som blev Rastegars mest uppmärksammade singel hittills.
Rastegar har också spelat in en duett tillsammans med Nordman i låten "Livet som en värsting".
Albumet Lev medans du kan! släpptes den 27 november 2013. På albumet fortsätter samarbetet med sångaren från gruppen Nordman, Håkan Hemlin. Första singeln från albumet hette "Va dig själv".
2014 var Rastegar albumaktuell med ett soloalbum. Första singeln från det albumet hette "Släpp inte taget". Musikvideon till låten "Släpp inte taget" är regisserad av skådespelaren och regissören Rafael Edholm.
Vahid Rastegar avled 6 juli 2016 efter att ha kolliderat med ett träd i förorten Hökarängen i södra Stockholm. Hans mor har i en intervju berättat att han vid tillfället led av en psykos. Vahid blev 33 år gammal. Han är begravd på Görvälns griftegård.

## Diskografi

### Singlar/musikvideor
- Samhället (2004)
- Ingen hör oss (2006)
- När vindarna blåser kallt (2006)
- Om vi inte (2007)
- Livet som en värsting (2007)
- Vi tar oss upp (2008)
- Skilda Världar (2009)
- Kändisen (2012)
- Va dig själv (2012)
- Släpp inte taget (2014)

## Album
- Förändringen (2009)
- Lev medans du kan (2013)